# Russell Mulcahy
Russell Mulcahy (Melbourne, 23 juni 1953) is een Australische filmregisseur en videoclipregisseur.
Mulcahy is het meest bekend met het regisseren van de films Highlander en het vervolg Highlander II: The Quickening met Christopher Lambert en Sean Connery in de hoofdrol en de film Resident Evil: Extinction, de derde uit de Resident Evil-reeks met Milla Jovovich in de hoofdrol. Voor televisie regisseerde hij 40 afleveringen van de tienerdrama Teen Wolf met Tyler Posey en Dylan O'Brien in de hoofdrol. Als videoclipregisseur regisseerde hij videoclips van tientallen artiesten, waarvan de meesten videoclips van de artiesten Duran Duran, Elton John en Spandau Ballet. Mulcahy regisseerde ook de videoclip A Kind of Magic van Queen dat onderdeel was van de soundtrack van de film Highlander. In 1985 won Mulcahy bij de MTV Video Music Awards een Video Vanguard Award.

## Filmografie

### Film
- Derek and Clive Get the Horn (1979)
- Razorback (1984)
- Highlander (1986)
- Highlander II: The Quickening (1991)
- Ricochet (1991)
- Blue Ice (1992)
- The Real McCoy (1993)
- The Shadow (1994)
- Silent Trigger (1996)
- Tale of the Mummy (1998)
- Resurrection (1999)
- Swimming Upstream (2003)
- Resident Evil: Extinction (2007)
- The Scorpion King 2: Rise of a Warrior (2008)
- Give 'Em Hell, Malone (2009)
- In Like Flynn (2018)
- Teen Wolf: The Movie (2023)

### Televisie
- Tales from the Crypt (1991-1996, 4 afleveringen)
- Perversions of Science (1997, 2 afleveringen)
- The Hunger (1997-2000, 6 afleveringen)
- Queer as Folk (1999-2001, 5 afleveringen)
- On the Beach (2000, televisiefilm)
- The Lost Battalion (2001, televisiefilm)
- Jeremiah (2002, 1 aflevering)
- Young Lions (2002, 2 afleveringen)
- First to Die (2003, televisiefilm)
- Skin (2003, 1 aflevering)
- 3: The Dale Earnhardt Story (2004, televisiefilm)
- Mysterious Island (2005, televisiefilm)
- The Curse of King Tut's Tomb (2006, televisiefilm)
- While the Children Sleep (2007, televisiefilm)
- Prayers for Bobby (2009, televisiefilm)
- Teen Wolf (2011-2017, 40 afleveringen)
- Eye Candy (2015, 2 afleveringen)
- The Lizzie Borden Chronicles (2015, 2 afleveringen)
- 13 Reasons Why (2020, 2 afleveringen)

## Videoclips

### 1976
- AC/DC: Baby, Please Don't Go

### 1979
- The Human League: Circus of Death
- The Stranglers: Duchess
- The Human League: Empire State Human
- The Buggles: Video Killed the Radio Star
- Paul McCartney: Wonderful Christmastime

### 1980
- The Buggles: Living in the Plastic Age
- Ultravox: Passing Strangers
- The Vapors: Turning Japanese
- 10cc: One-Two-Five

### 1981
- Ultravox: Vienna
- Duran Duran: Planet Earth
- Kim Carnes: Bette Davis Eyes
- Spandau Ballet: Musclebound
- Icehouse: Icehouse
- The Tubes: White Punks on Dope
- The Tubes: Talk to Ya Later
- The Tubes: Sushi Girl
- The Tubes: Let's Make Some Noise
- Spandau Ballet: Chant No. 1 (I Don't Need This Pressure On)
- Ultravox: The Thin Wall
- Kim Carnes: Draw of the Cards
- Icehouse: We Can Get Together
- The Tubes: Don't Want to Wait Anymore
- The Tubes: Business
- Ultravox: The Voice
- Rod Stewart: Tonight I'm Yours (Don't Hurt Me)
- Spandau Ballet: Paint Me Down
- The Tubes: Sports Fans
- The Tubes: Mr. Hate
- The Tubes: Mondo Bondage
- The Tubes: Amnesia
- The Tubes: A Matter of Pride
- Rod Stewart: Young Turks
- Elton John: The Fox
- Elton John: Nobody Wins
- Elton John: Just Like Belgium
- Elton John: Je veux de la tendresse
- Elton John: Heels of the Wind
- Elton John: Heart in the Right Place
- Elton John: Fascist Faces
- Elton John: Fanfare
- Elton John: Elton's Song
- Elton John: Chloe
- Elton John: Carla/Etude
- Elton John: Breaking Down Barriers
- Duran Duran: My Own Way

### 1982
- The Tubes: Tubes Video
- Spandau Ballet: She Loved Like Diamond
- Duran Duran: Lonely in Your Nightmare (Original Version)
- The Motels: Only the Lonely
- Spandau Ballet: Instinction
- The Rolling Stones: Going to a Go-Go - Alternate Version
- Fleetwood Mac: Gypsy
- Talk Talk: Talk Talk (Version 2)
- Kim Carnes: Voyeur
- Billy Joel: Pressure
- The Motels: Take the L
- Duran Duran: Save a Prayer
- Billy Joel: She's Right on Time
- Supertramp: It's Raining Again
- Icehouse: Hey Little Girl
- Fleetwood Mac: Oh Diane
- Billy Joel: Allentown
- Duran Duran: Rio
- Duran Duran: Night Boat
- Duran Duran: Hungry Like the Wolf

### 1983
- Icehouse: Street Cafe
- Duran Duran: Is There Something I Should Know?
- Spandau Ballet: True
- Cliff Richard: Never Say Die (Give a Little Bit More)
- Kim Carnes: Say You Don't Know Me
- Elton John: I Guess That's Why They Call It The Blues
- Elton John: I'm Still Standing
- Duran Duran: Lonely in Your Nightmare
- Bonnie Tyler: Total Eclipse of the Heart

### 1984
- Culture Club: The War Song
- Duran Duran: The Wild Boys
- Elton John: Sad Songs (Say So Much)
- Duran Duran: The Reflex
- Berlin: Sex (I'm a...)

### 1985
- Duran Duran: Save a Prayer (Live)
- Go West: Call Me
- Elton John Feat. George Michael: Wrap Her Up
- The Rolling Stones: One Hit, to the Body
- Falco: Jeanny
- Arena: An Absurd Notion

### 1986
- Queen: A Kind of Magic
- Queen: Princes of the Universe
- Kim Carnes: Divided Hearts
- Billy Joel: A Matter of Trust
- Arcadia: The Flame

### 1987
- Kenny Loggins: Meet Me Halfway
- Boy George: Sold
- Def Leppard: Pour Some Sugar on Me, Version 1

### 1988
- Elton John: I Don't Wanna Go on with You Like That
- Elton John: Town of Plenty
- Elton John: A Word in Spanish
- Rod Stewart: My Heart Can't Tell You No

### 1989
- Rod Stewart: Crazy About Her
- Elton John: Healing Hands
- Boy George: Whisper

### 1991
- Duran Duran: Decade

### 1992
- Elton John: The One

### 1995
- Taylor Dayne: Original Sin